# Ficalhoa
Ficalhoa é um género botânico pertencente à família Sladeniaceae. A sua única espécie é Ficalhoa laurifolia Hiern, originaria de África.

## Descrição
É uma árvore que alcança um tamanho de 6–30 m de altura, de folha perene, muito ramificada. A casca é castanha, áspera e fissurada, segregando um látex branco abundante.

## Distribuição e habitat
Pode ser encontrada em florestas de folha persistente, em bosques, matagais, cursos de água, terras cultivadas, a altitudes de 1450–2400 m, em Angola,  Congo, Tanzânia e Moçambique.

## Taxonomia
Ficalhoa laurifolia foi descrita por William Philip Hiern e publicada em Journal of Botany, British and Foreign 36: 329, pl. 390, no ano de 1898.